# Rhatta cuneifera
Rhatta cuneifera är en fjärilsart som beskrevs av George Francis Hampson 1910. Rhatta cuneifera ingår i släktet Rhatta och familjen nattflyn. Inga underarter finns listade.